# 北海道ファンマガジン
北海道ファンマガジン（ほっかいどうふぁんまがじん）は、株式会社PLUS（北海道札幌市）が運営する地域情報ポータルサイト。略称は「ファンマガ」。北海道のニッチでマニアックな地元情報を発信している、北海道を代表するウェブマガジンである。

## 概要
「学ぶ」「旅する」「食する」「いま」の4つを柱に、北海道のグルメ・観光情報を始め、地域の旬情報、あるある情報、地元の人しか知らない情報などを独自の視点で取材し掲載する。モデルを起用した旅・グルメコンテンツのほか、道内各地に特派員ライターを配置し、地域のホットな話題を発信するのも特徴の一つである。2006年からは北海道のご当地検定道産子検定を開催しており、毎回2000人以上が受験する。2015年には10回目を開催した。
主なコンテンツ
- 北海道を学ぶ - 北海道民の生活情報、歴史、自然、方言、エンタメ情報など、北海道に関する教養を深めるコーナー。
- 北海道を食する - 北海道のグルメ・スイーツを紹介するコーナー。
- 北海道を旅する - 北海道の観光情報。
- 北海道のいま - 北海道の旬でホットな話題・ニュースを掲載する。

## 沿革
- 2001年2月 - サイトを開設。
- 2006年2月 - 第1回道産子検定開催。
- 2012年10月 - 現在の名称に改称。
- 2016年2月 - 15周年記念トークイベント開催。

## メディアでの紹介
- 北海道新聞 - 2006年6月14日掲載
- 「Fole」（みずほ総合研究所） - 2007年12月号掲載「地域を元気にするマイナーメディア」
- FM NORTH WAVE - 2016年4月～「Hidey-Ho!」（Rihwa）
- 朝日新聞 - 2016年5月21日掲載